# Solanum camptostylum
Solanum camptostylum är en potatisväxtart som beskrevs av Friedrich August Georg Bitter. Solanum camptostylum ingår i släktet skattor som ingår i familjen potatisväxter. Inga underarter finns listade i Catalogue of Life.